# Educación en el antiguo país de Tamil
La educación era considerada importante en el Antiguo Tamizhagam ya que considera la mente de los ignorantes para ser una "morada de las tinieblas". El período de adquisición de conocimientos fue durante la juventud.
Los gobernantes y aristócratas de la antigua Tamilakam fueron siempre conscientes de sus deberes para con su país. Consideraron el desarrollo de la educación como un deber importante. Por ello, los reyes y jefes tomaron todas las medidas para la educación de las personas. Naladiyar uno de los Libros de la Ley Tamil laude que "los hombres recogían libros en abundancia y llenaban su casa con ellos." Estudiaron ciencia, matemáticas, ingeniería, astronomía, lógica y ética.
La educación fue generalizada, y allí fue alto nivel de alfabetización. Las bibliotecas adheridas a Jain Pallis y Buda Viharas promovió la educación entre las personas. La literatura de Sangam hace claro que la gente, independientemente de sectarios o sexo consideraciones tenían derecho a obtener los beneficios de la educación, haciendo que el pueblo Tamil una de las primeras civilizaciones para adquirir alta de alfabetización de las mujeres.

## Mujeres y educación
Las chicas de la edad Sangam recibieron una capacitación en la literatura, la música y el teatro. La literatura de Sangam osos amplia evidencia el hecho de que muchas mujeres se habían distinguido en el arte de la música.
Más de cincuenta mujeres se han clasificado entre los Sangam poetas.

## Edad tardía de Sangam
El Pallavas patrocinaron tanto el Prakrit como el Sánscrito. Establecieron una institución de Sánscrito en Kanji y una escuela menor  cerca de Pondicherry. Atrajeron a los mejores estudiantes de Tamizhagam y otras partes del sur. El budismo se expandió particularmente en los próximos siglos atrayendo a estudiantes de Sri Lanka y tan lejanos como China. Bodhidharma es un notable mencionar. Aunque el Idioma tamil , se comprobó una disminución durante este periodo, Cilappatikaram y Manimekalai, dos de Los Cinco Grandes Epopeyas de la Literatura Tamil fueron compuestas durante este período. Estas epopeyas rompieron con la convención de Sangam de no mencionar los nombres o detalles específicos de los personajes, mostrando signos de una creciente influencia del Sánscrito.

## La decadencia después de Sangam edad
A diferencia del cosmopolitismo del período Sangam, la nueva era de la enseñanza Védica fue un privilegio exclusivo de los Brahmanes, como puede verse en la negativa de Thirukkachi Nambi a enseñar textos védicos a Ramanuja. El Gurú Shishya parampara fue instigado en este punto y señaló el declive de la educación entre mujeres y la población en general. Esto está en consonancia con el mandato de Manusmrti contra la enseñanza a las castas inferiores, según el cual si un Brahmán fueron a enseñar un Shudra, que iba a caer en Asamvrita, o en el infierno; por el contrario, si un Shudra fuera a escuchar o pronunciar la Veda, la pena era que el plomo fundido se vierta en sus oídos y un punzón caliente se empuje en su lengua, respectivamente.